# HITOSI MATUMOTO VISUALBUM
HITOSI MATUMOTO VISUALBUM（ヒトシ・マツモト・ヴィジュアルバム）は日本のお笑い芸人松本人志が企画・構成した映像作品。
1998年から1999年にかけVHSで3作制作された。2003年にはDVD化され、3作に未公開映像や出演者のインタビューを収めた特典ディスクを加えたBOXセット「完成」もリリースされた。

## 概要
ごっつええ感じ終了以降、コント制作から遠ざかっていた松本が、ミュージシャンがアルバムをリリースするように定期的に作品をリリースしたい、またテレビ番組でのコントのような一過性のお笑いではない、後世に残るお笑いを目指して制作された。
松本はセットなど細部にまでこだわり、総制作費は約1億円と言われている。
VOL. は数字ではなく果物のイラストで表されており、それぞれ副題が冠されているが特に意味は無い。
出演者には相方の浜田をはじめとする往年のごっつメンバーに加え、ココリコも起用された。
遠近法を利用してキャラクターの大小を表現する方法などの実験的な手法も用いられている。
テレビでのコントと違い、スタッフの笑い声はVol. ぶどうの「園子」以外入っていない。
Vol. バナナの「いきなりダイヤモンド」は当初ダウンタウン2人で収録するはずだったが、浜田のスケジュールが合わなくなったため自宅にいた今田に電話がかかり当日に代役が決定した。

## 出演
- ダウンタウン
  - 松本人志
  - 浜田雅功
- 今田耕司
- 東野幸治
- 130R
  - 板尾創路
  - 蔵野孝洋
- 木村祐一
- ココリコ
  - 遠藤章造
  - 田中直樹

## シリーズと内容

### Vol. りんご「約束」（1998年）
システムキッチン
部屋を探しに不動産屋（松本）を訪れる男（浜田）。しかし不動産屋のぞんざいな態度、意味不明な言動に男はイライラを募らせていく…。
げんこつ
居酒屋「げんこつ」では、常連客（蔵野・木村）が大将（松本）の帰りを待ちわびている。そこへもう一人の常連客・東野が会社の後輩・田中を連れてやってくる。田中は会社でミスを犯し自暴自棄になっている所を、東野が「ここの大将に会えば何もかも忘れてスッキリする」と勧めてやってきたのだ。そんなことがあるものかと田中は疑うが、そこへ大将がようやく戻ってくる。店員・オサム（今田）の和太鼓の調べが鳴る中、田中はとんでもない光景を目の当たりにする…。
古賀
若者4人組（松本・今田・東野・板尾）がスカイダイビングにやってきた。トップバッターの古賀（板尾）を先頭に、4人は次々と飛んでいく。しかし地上に降りてみると古賀の姿はなく、残された3人は最悪の事態も覚悟しながら、とりあえず古賀の自宅に向かい、家族に説明をしようとする。緊張しながらインターホンを鳴らすと、そこに現れたのは紛れもない、何食わぬ顔の古賀の姿だった…。
都･･･
公開生放送番組「大喜利自慢寄席」の楽屋。大物落語家のポン太（木村）・鶴一（蔵野）・円馬（板尾）・菊助（松本）の4人はそれぞれ弟子を叱ったり、花札に興じたりと、貫禄充分・余裕たっぷり。そこへ番組プロデューサー（今田）・作家（田中）・司会のアナウンサー（遠藤）・AD（東野）が現れ、大喜利の打ち合わせにやってくる。しかし菊助ら4人はそんなもの必要ないと拒否。さらに作家が今回の問題の参考回答を披露しようとするのだが、4人は「そんな机の上で考えたもんが面白い訳ない！」「その場の空気・状況で今一番面白いことを言う、それが芸人や！わしらはそれで何十年も生きてきた」と作家を一喝し、作家の考えた答えの書いた紙を捨ててしまう。そして迎えた本番。しかしそこで生放送では有り得ない事態が起きてしまう…。
ミックス
大阪のとある下町。そこではいつものように夫婦（夫:浜田、妻:松本）の怒鳴り合う声が響いている。一人娘のよっちゃん（遠藤）は迎えの家のおじちゃん（東野）・おばちゃん（板尾）にけんかをやめるよう助けを求める。仕方なしに家に入って事情を聞いてみると、喧嘩の理由は非常に些細なものであり、また言葉の端々にお互いへの愛も垣間見えるのであった。おじちゃん・おばちゃんは胸をなでおろし帰って行く。しかし昼食時の些細な出来事をきっかけに、夫婦はまた激しい怒鳴り合いを繰り広げる…。

### Vol. バナナ「親切」（1998年）
ZURU ZURU
オスの雑種犬、コジロウ（松本）が動物病院にやってくる。獣医（今田）は彼の性器が腐ってるのに驚く。なんとイタチと交尾してしまったと言うのだ。コジロウはなんとかならないかとせがむが、医者は切るしかないと断言。犬はしぶしぶその決断を受け入れるのだが…。
マイクロフィルム
中国系マフィアの一味、劉（松本）・楊（板尾）・呉（東野）・周（田中）。4人は自らの命運を左右するマイクロフィルムを盗んだ敵組織のスパイ（遠藤）を捕まえ、リンチにかけていた。そんな中、とある一撃でスパイの肛門から大便まみれの短銃やヌンチャクが出るという現象が発生。いぶかしがる4人だが、このスパイがなんでも飲み込める特異体質の人間ではないかと悟り、またマイクロフィルムを飲み込んでいるはずだと断定する。肛門からマイクロフィルムを出させるため、4人はさらにスパイを殴り続けていくのだが…。
日本テレビ系列『進ぬ!電波少年』の企画「電波少年的松本人志のアメリカ人を笑わしに行こう」にて、アメリカ人の笑いのツボを探るべく松本のコント映像をアメリカ人に見せた際、本作がウケたことから「アメリカ人にも天丼が通じる」と松本が発見する契機となった。
むﾞん
遠足に来た園児（木村・今田・蔵野・東野）とその先生（板尾）。先生は園児に話しかけるが、園児はそれぞれ好き勝手に「オッケー」「うぇー」「すごいすごい」「おしっこー」などとなぜか同じセリフばかりをしゃべっている。そこへ胴体や手足が岩のような形をした謎の怪物(松本)が現れ、園児たちを次々と山の山頂から突き落とす。先生も突き落とすが、落ちた後になぜかロボットに変身し怪物と戦う。
いきなりダイヤモンド
刑務所のとある房に入った男・吉田（今田）。そんな男に近付く老囚人の三枝（松本）。三枝は吉田に「漫才コンビを組まないか」と持ちかける。漫才のまの字も知らない吉田だったが、何気ないボケに絶妙なツッコミを行う吉田に、三枝は非凡な才能を感じる。そして二人によるネタ合わせが始まった…。
ゲッタマン
特撮番組「ゲッタマン」の撮影現場。しかし監督（今田）とクライアント（板尾）は浮かない顔をしている。製作費が足りず、ゲッタマン（東野）のコスチュームに比べ、今回の怪人・毒アゲハ人間（田中）のコスチュームがチープな物になってしまったのだ。そこへゲッタマン原作者の石ノ森（松本）がやってくる。事情を知った石ノ森は、「ゲッタマンのコスチュームのパーツを、毒アゲハ人間に与えればバランスが良くなる」と提案。石ノ森はゲッタマンのパーツだけに飽き足らず、助監督（木村）やメイク（遠藤）の衣装にも着目。そこで「一旦、全員脱ごう」という事になり、ゲッタマンと毒アゲハ人間の新たなコスチュームを決めるべく、何故か助監督・メイク・クライアントも混ざり、5人による衣装取り合戦が始まるのであった…。

### Vol. ぶどう「安心」（1999年）
診察室にて･･･
風邪をひいた患者（浜田）が病院に駆け込む。しかし現れた医者（松本）はキレ気味でやって来て、待合室で診察を始めようとする。そんな医者の態度に患者はキレるが、医者はさらに逆ギレする…。
寿司
とある寿司屋では、大将（板尾）が握って客(今田、東野、木村)に提供した寿司が、極端に歯並びの悪い店員の女（松本）によって次々と叩き潰されていく。タバコを買いに女が外へ出て行くと、我慢していた客（木村）は、大将に寿司を潰すのを止めて欲しいと伝える。しかし何故か大将の態度は煮え切らない…。
巨人殺人
関（松本）・稲葉（板尾）・アキ（木村）・太一（今田）の4人は、奈良の大仏ほどもある巨人の坂東にいつも虐げられていた。そんな彼らのうっぷんは溜まりに溜まり、4人はついに坂東の殺害を決心。アキの知り合い・シン（東野）と共に計画を練り、なんとか坂東を殺害することに成功する。しかし5人は新たな問題点に遭遇する。それはどうやって巨人・坂東の遺体を隠すかであった…。
荒城の月
下水道に住む初老の夫婦（夫:浜田、妻:松本）は、トイレに来た子供たちをさらい楽団を結成させている。そして「みんなが上を見るから妬み・嫉みが生まれる。下を見れば皆平等！」「上こそ下界、上こそ肥溜」といったイデオロギー教育を施している。しかしそんな夫婦の努力もむなしく、地上では警察と子供たちの親による奪還計画が進められていた…。
園子
かつていくつかの一発ギャグをヒットさせ、テレビで大活躍するも、今は落ち目の落語家・京丸（松本）。そんな京丸の妻・園子が亡くなった。一門の一京（板尾）・三京（東野）・四京（遠藤）は憔悴しきった師匠の京丸を心配していた。そこへ今はテレビで大活躍中の二番弟子・二京（今田）がテレビ局社員（木村・田中）を伴って弔問に訪れる。テレビ局の人間が来たことを知り、京丸は何とか芸人としてのテンションを保ちつつ、皆の前に顔を出す。そこで京丸は、園子の最後の言葉が「もう一回、テレビであなたを見たかった」であったことを伝え、この言葉をきっかけに一大決心をしたと伝える。その一大決心とは…？

### 「完成」（2003年）
上記3作に特典ディスク「メロン」を加えたBOXセット。

## スタッフ
- 制作：大﨑洋
- プロデューサー：岡本昭彦
- 演出・プロデューサー：白岩久弥
- ディレクター：
  - 西田二郎（りんご「約束」：『げんこつ』『都…』『古賀』『ミックス』）
  - 高須光聖（りんご「約束」：『げんこつ』『都…』『古賀』『ミックス』）
  - 高橋純（りんご「約束」：『システムキッチン』）
- 作・構成：松本人志・倉本美津留、高須光聖、木村祐一、江間浩司、川野将一●

- <制作スタッフ>
  - 制作スタッフ：藤原寛、清水和成、白仁田佳恵、木本公敏、乾純、市岡秀晃
  - 演出補：金城聖門、並木慶、加藤伸一

- <美術スタッフ>
  - 美術プロデューサー：松沢由之
  - セットデザイン：野口陽介
  - アートコーディネーター：林勇
  - 衣裳：高堂のりこ・石倉真也、坂充央、長谷川雅子、松井美佳、山岡かおり
  - メイク：松浦緑、牧瀬典子☆、輿石昌美
  - かつら：岡崎紀子
  - 大道具：中島雅之、長島直・堅木弘史、堀口敬三、牧島紀次、高橋利栄、船橋亮、山田美男、種市匡、栗井浩二、猿山利昭、田中宏志、前田智治、高木宏之、宇津木史高、近藤紀幸、武田政弘
  - 装飾：中村俊介・加川功、大橋軍次、福留克年、渡辺順子、小林茂夫
  - アクリル装飾：川島正義・岡田貴雄、村元あけみ、関口和彦、浦野哲稔、一色なみ子、田辺美奈子
  - 植木装飾：広田明
  - 電飾：谷口雅彦
  - 特殊効果：中溝雅彦・山ノ内健、猪又悟、坂井郁美
  - 特殊美術：中島豪章・大神孝、矢吹秀徳、江久保暢宏

- <技術スタッフ>
  - 技術プロデューサー：森野憲俊
  - SW：河西純、岩沢忠夫、藤本敏行
  - 撮影：遠山康之・野々村知彦、北井勇作、宮崎健司、横山政照、秋山勇人、東埜敦子、武石典之、清田忠秀、澤田浩、野口美幸
  - 撮影助手：吉川和彦、林祐三子、小林正人、小池悟志、伊藤範之、木俣希、荒井千佳、毎熊由美子、大島一高、加瀬悦史、金子貴行、佐伯匡雄、平塚敦子、平林昭彦、矢代祐一
  - 映像：齊藤雄一・原啓教、宮澤利典、高木稔、青木洋子
  - 音声：高橋幸則・石井俊二、森田篤、本間祥吾、片山勇、戸山善裕、福沢寿三、岡田淳一、佐々野昌樹、田中康之、金杉貴史
  - 照明：北澤正樹・小井手正夫、佐藤博樹、谷口昭夫、米田晴夫、斉藤浩一、長川博、清水智、藤本潤一、川田敦史、宗方貴尊、楠井千夏
  - オフライン・ノンリニア編集：岩渕有進、小柗仁
  - 音響効果：田中寿一
  - 音響効果助手：石崎野乃

- <ロケーション>
  - 撮影：稲葉達也、縄田浩太郎
  - 映像：井手俊男
  - 音声：平田雅一、吉本功
  - 照明：西野哲雄・鞍川大輔、黒淵勝、岸本篤
  - 音響効果：奥山徹

- 音楽：中村康治
- 音楽制作：中村安彦

- ライン編集：太田友康
- ライン編集助手：鎌田将孝、酒井大輔
- 整音：円城寺暁
- 整音助手：李瑞英

- 写真撮影：ヤマグチゲン
- 写真撮影助手：山本博子
- ジャケットデザイン：藤井一
- ジャケット撮影：大川直人
- ジャケット撮影助手：大川潤

- 車輌：駒崎浩宣・大塚修、西村健一、松井好男

- 美術協力：フジアール、フローティングアイランドジャパン、Office MAKISE、東宝舞台、テレフィット、山田かつら、ヤマモリ、野沢園、東京特殊効果、興進電化、CAVIN、レプリカ
- 技術協力：ニユーテレス、FLT、Cobra、パンサーニシノ、爽風企画新社
- 協力：東京メディアシティ、レモンスタジオ、IMAGICA、日本テレビビデオ、松風、COM、J-WORKS、IZUMI MUSIC OFFICE、atomic studio、大川直人写真事務所、Skydive Japan、古賀プロダクション、セントラル子供劇団、佐藤動物プロ、NET WEB、オフィスバックアップ、クラッシュアウト

- 制作協力：ワイズビジョン
- 製作著作：吉本興業